# Plenty (バンド)
plenty（プレンティ）は、日本のスリーピース・ロックバンド。2004年、茨城県にて結成。2017年に解散。

## 概要
2004年12月に茨城県で結成される。バンド名の由来は千葉県銚子市にある「プれンティ&プレン亭」というパフェ店の名前から。上京するまでは、吉岡（ドラム）の実家の一部屋を主な練習場所としていた。
結成当初は女性ボーカルを含む、中学校の同級生からなる4人組バンドであったが、高校卒業時に女性ボーカルが脱退し、江沼がボーカルのスリーピース体制となる。
2008年9月に上京し、年末に開催された「COUNTDOWN JAPAN 08/09」に一般公募枠での出演を果たす。その後もライブハウス等でのライブ活動を重ね、2009年10月21日に1stミニ・アルバム『拝啓。皆さま』でCDデビュー。2010年1月16日からは初の全国ツアーを開催。
2011年7月30日、吉岡の脱退が発表される。詳細脱退理由は明かされていない。
2014年8月4日、ドラマーの中村一太が正式メンバーとして加入。再びスリーピース体制となる。
2017年、6月2日からの“plenty ラストツアー「蒼き日々」”で全国12箇所を回ったあと、9月16日の日比谷野外大音楽堂公演“plenty ラストライブ「拝啓。皆さま」”を以て解散。公式サイトに掲載されたコメントによれば、江沼は「メンバー3人で話し合った結果、今後はplentyとしての音楽表現ではなく、それぞれ個人で音楽を表現していこうじゃないか！ということになりました。メンバー間で異論もなく、僕はすごく前向きな決断をしたと思っています」と語っている。

## メンバー

### 最終メンバー
- 江沼郁弥（1988年9月24日 - ）：ボーカル、ギター
  - SAMURAI JACK UNIVERSEのVo&Gt 江沼拓実は実兄。

- 新田紀彰（1988年4月8日 - ）：ベース
- 中村一太（1988年11月20日 - ）：ドラムス
  - the cabsのドラマー。2013年にthe cabsが解散した後、2014年8月に正式メンバーとして加入[3]。2018年3月より活動拠点をベルリンへ移した[4]。

### 脱退メンバー
- 吉岡紘希（1989年1月18日 - ）：ドラムス
  - 脱退後はbrute in forest等に参加。2012年7月、ampelに正式加入。

## 来歴
- 2004年
  - 12月、茨城県で結成。茨城県内のライブハウスを中心に活動する。
- 2008年
  - 9月、上京。都内のライブハウスを中心とした活動を始める。
  - 12月31日 一般公募枠から「COUNTDOWN JAPAN 08/09」に出演。
- 2009年
  - Demo音源「後悔」を1000枚配布。
  - 5月23日 plenty presents「摩天楼～30分一本勝負」を吉祥寺warpにて開催。
  - 10月21日、1st mini album『拝啓。皆さま』をリリース。
  - 10月24日、plenty レコ発ワンマン「拝啓。皆さま」を吉祥寺warpにて開催。
- 2010年
  - 1月16日からplenty tour「拝啓。皆さま」を大阪からスタート。その他、東京、名古屋、福岡、仙台を回った。
  - 4月21日、2nd mini album『理想的なボクの世界』をリリース。
  - 4月24日からplenty tour「理想的なキミの世界」を大阪からスタート。その他、名古屋、熊本、福岡、岡山、新潟、仙台、東京を回った。
  - 7月3日からplenty tour「ボクたちの世界」を東京からスタート。大阪、名古屋の順に回る。
- 2011年
  - 1月12日、1st EP「人との距離のはかりかた/最近どうなの?/人間そっくり 」をリリース。
  - 5月25日、2nd EP「待ち合わせの途中/終わりない何処かへ/空が笑ってる」をリリース。
  - 6月4日からplenty ワンマンツアー「君との距離のはかりかた」を仙台からスタート。その他、新潟、長崎、熊本、福岡、広島、名古屋、大阪、東京を回った。
  - 7月30日、ドラマーの吉岡が脱退。
  - 12月7日、【Sound Film Track】という新しい表現形態でSound Film Track「あいという」をリリース。
- 2012年
  - 2月15日、1st album『plenty』をリリース。
  - 4月8日、plentyワンマンツアーを札幌からスタート。その他、大阪、岡山、福岡、名古屋、仙台、新潟、東京を回った。
  - 8月1日、3rd EP「傾いた空/能天気日和/ひとつ、さよなら」をリリース。
  - 11月7日、4th EP「ACTOR / DRIP / ETERNAL」をリリース。
- 2013年
  - 5月29日、2nd album『this』をリリース。
- 2014年
  - 1月29日、5th EP 「これから / 先生のススメ / good bye」をリリース。
  - 8月4日、ドラマーの中村が加入。
  - 11月5日、3rd mini album『空から降る一億の星』をリリース。
- 2015年
  - 10月7日、3rd album『いのちのかたち』をリリース。
- 2016年
  - 9月21日、4th album『life』をリリース。
- 2017年
  - 9月16日、ラストライブ『拝啓。皆さま』をもって解散

## ディスコグラフィー

### デモ音源
1. 後悔（2009年）

### シングル
EP
両A面シングル
Sound Film Track
アナログレコード
1. 体温(2015年4月18日/JS7S100)
  1. 体温
  2. シャララ

### 参加作品
- sora tob sakana「sora tob sakana」(2016年7月23日)
中村一太が演奏で参加。

## タイアップ
| 曲名 | タイアップ                        |
| ---- | --------------------------------- |
| 東京 | 映画「東京」主題歌                |
| 手紙 | KBCテレビ「V3」10月エンディング曲 |

## ミュージック・ビデオ
| 監督                    | 曲名 |
| 飯嶋和良                | 「最近どうなの？ (モンスターロック STUDIO LIVE Ver.)」 「劣勢(LIVE)」                                                            |
| 島田大介                | 「プレイヤー」 「空から降る一億の星」(出演:小谷実由)                                                                             |
| 庄司信也                | 「さよならより、優しいことば」                                                                                                   |
| 高木聡                  | 「これから」 |
| 谷篤                    | 「空が笑ってる」 「人との距離のはかりかた」(SPACE SHOWER Music Video Awards2012ノミネート作品) 「風の吹く町」 「イキルサイノウ」 |
| 半田淳也                | 「あいという」(栁俊太郎,小松菜奈が出演) 「よろこびの吟」 「ボクのために歌う吟」 「東京」 「明日から王様」 「枠」 「手紙」        |
| 番場秀一                | 「ACTOR」 「傾いた空」 「待ち合わせの途中」 「よい朝を、いとしいひと」(出演:鈴木ユキオ) 「愛のかたち」 「体温」                  |
| フカツマサカズ / 松田剛 | 「ひとつ、さよなら」 |
| 不明                    | 「蒼き日々」 |

## 主なライブ

### ワンマンライブ・主催イベント
- 2009年10月24日 - plenty レコ発ワンマン「拝啓。皆さま」
- 2010年04月24日〜5月16日（8公演） - plenty tour「理想的なキミの世界」
- 2010年07月03日〜10日（3公演） - plenty tour 「ボクたちの世界」
- 2011年06月04日〜24日（7公演） - plentyワンマンツアー"君との距離のはかりかた"
- 2011年09月23日 - plenty presents 今日は秋分の日
w/PERIDOTS
- 2011年10月30日〜11月25日 - plenty ワンマンツアー 「いつかのあの約束の場所で」
- 2012年03月16日 - plenty presents 「あぁ、あれは春だったね」
w/andymori
- 2012年04月08日〜5月18日（12公演） - plenty 2012 春ワンマンツアー
- 2012年09月21日〜10月21日（9公演） - plenty 2012 秋 ワンマンツアー
サンドアート映像:船本恵太(SILT)
- 2013年03月17日 - 鹿嶋LOOP 10th ANNIVERSARY & plenty presents「dear LOOP」
- 2013年06月02日〜7月14日（15公演） - plenty 2013年 梅雨 ワンマンツアー
サポートギタリストとしてヒラマミキオが参加
- 2013年12月27日〜28日 - r e ( construction )
- 2014年02月15日〜3月29日（13公演） - plenty 2014年 春 ワンマンツアー
- 2014年08月05日 - plenty presents「30分一本勝負」
- 2014年08月27日 - plenty presents「dear LOOP」
- 2014年09月23日 - plenty presents 今日は秋分の日
w/THE BACK HORN
- 2014年11月07日〜12月27日（14公演） - plenty 2014年 冬 ワンマンツアー
- 2015年09月23日 - plenty presents 「今日は秋分の日」
w/OGRE YOU ASSHOLE
- 2015年10月31日 - ワンマンライブ @ 日比谷野外大音楽堂
- 2016年01月14日〜02月13日 - plenty ワンマンツアー "いのちのかたち"
- 2016年10月29日〜11月19日 - ワンマンツアー "life"

### 出演イベント
- 2009年10月31日 - MINAMI WHEEL 2009
- 2009年12月31日 - COUNTDOWN JAPAN 09/10
- 2010年02月20日 - スペースシャワー列伝 ～第八十巻　夢喰（バク）の宴～
- 2010年03月21日 - MUSIC CUBE 10
- 2010年03月22日 - MBS×I ♥ RADIO 786『SANUKI ROCK COLOSSEUM - road to MONSTER baSH- BUSTA CUP』
- 2010年04月11日 - JAPAN CIRCUIT -vol.48- WEST ～山崎死闘編～
- 2010年06月04日 - 世界の終わり Heart the eartH TOUR
- 2010年06月06日 - SAKAE SP-RING 2010
- 2010年08月08日 - ROCK IN JAPAN FESTIVAL 2010
- 2010年08月28日 - TREASURE05X 2010 ～WE ROCK!～
- 2010年09月04日 - RockDaze! 2010 -start-
- 2010年09月26日 - 蓮沼2010
- 2010年10月09日 - MEGA☆ROCKS 2010
- 2010年10月16日・30日 - 週末Diner vol.2 福岡公演
- 2010年11月07日 - HOT!HOT!HOT! 激kara
- 2010年11月14日 - MINAMI WHEEL 2010
- 2010年11月17日・18日 - SISTER JET「DECEMBER'S JETBOY TOUR（AND EVERYBODY'S）」
- 2010年11月23日 - ART-SCHOOL 10th Anniversary tour「Anesthesia」
- 2010年12月15日 - The Mirraz×eggman presents「ミイラズ籠城戦Vol.3～桃園の誓いの後の劉備のお母さんの心境～」
- 2010年12月31日 - LIVE DI:GA JUDGEMENT 2010 UDAGAWA OVER
- 2010年12月31日 - COUNTDOWN JAPAN 10/11
- 2011年01月13日〜28日 - スペースシャワー列伝 JAPAN TOUR 2011
- 2011年03月19日 - MUSIC CUBE 11
- 2011年03月27日 - LUNKHEAD presents 起志快晴のみかん祭
- 2011年05月15日 - FM802 & SPACE SHOWER TV presents SWEET LOVE SHOWER 2011 SPRING
- 2011年07月21日 - くるり＋GGTV presents GG UNITED番外編
- 2011年07月24日 - SETSTOCK'11
- 2011年07月31日 - RockDaze! 2011 -druming-
- 2011年08月07日 - ROCK IN JAPAN FESTIVAL 2011
- 2011年08月12日 - RISING SUN ROCK FESTIVAL 2011 in EZO
- 2011年08月18日 - TREASURE05X 2011 ～legendary origin～
- 2011年08月27日 - SPACE SHOWER SWEET LOVE SHOWER 2011
- 2011年09月25日 - 新世界リチウム presents「きみはどう？リリースツアーファイナル」
- 2011年12月21日 - GRAPEVINE×plenty対バンライブ
- 2011年12月31日 - COUNTDOWN JAPAN 11/12
- 2012年02月14日 - MUSICA presents VALENTINE ROCK 愛のロックを鳴らそうVOL.5
- 2012年06月09日 - JAPAN CIRCUIT WEST「山崎死闘編」～6.9の日～
- 2012年05月27日 - ROCKS TOKYO 2012
- 2012年06月09日 - JAPAN CIRCUIT WEST 「山崎死闘編」～6.9の日～
- 2012年08月03日 - ROCK IN JAPAN FESTIVAL 2012
- 2012年08月09日 - Talking Rock! FES.2012
- 2012年09月25日 - ART-SCHOOL「BABY ACID BABY TOUR 2012」
- 2012年12月09日 - People In The Box 実施中!!!第一回胞子拡散祭
- 2012年12月29日 - COUNTDOWN JAPAN 12/13
- 2012年12月30日 - RADIO CRAZY
- 2013年03月20日 - 中畑大樹 主催 「サポート以上、恋人未満。」
- 2013年04月14日・05月18日 - ねごと「お口ポカーン!! 卒業旅行は全国ツアー ～GREEN and motion～」
- 2013年08月04日 - ROCK IN JAPAN FESTIVAL 2013
- 2013年08月07日 - SHELTER presents "BATTLE60×60"
- 2013年08月17日 - RISING SUN ROCK FESTIVAL 2013 in EZO
- 2013年08月31日 - SPACE SHOWER SWEET LOVE SHOWER 2013
- 2013年10月18日 - VIVA LA ROCK ZERO
- 2013年10月26日 - cinema staff presents "OOPARTS 2013"
- 2013年12月23日 - COUNTDOWN JAPAN 13/14
- 2014年05月05日 - VIVA LA ROCK 2014
- 2014年08月10日 - ROCK IN JAPAN FESTIVAL 2014
- 2014年09月21日 - Challe Rock Festival 2014 ～ONE on ONE～ plenty×tacica
- 2014年09月28日 - 残響祭 10th Anniversary
- 2014年10月01日 - スペースシャワー列伝100巻記念公演 第102巻「爻（こう）の宴」
- 2014年12月28日 - FM802 ROCK FESTIVAL RADIO CRAZY 2014
- 2014年12月29日 - COUNTDOWN JAPAN 14/15
- 2015年01月17日 - Mito LIGHT HOUSE 25th anniversary ～祝盃～
- 2015年03月21日 - SANUKI ROCK COLOSSEUM 2015
- 2015年03月22日 - Rakuten kobo presents MUSIC CUBE 15
- 2015年05月03日 - VIVA LA ROCK 2015
- 2015年05月04日 - Niigata Rainbow ROCK Market 2015
- 2015年06月06日 - SAKAE SP-RING 2015
- 2015年06月20日 - きのこ帝国 presents「echoes 2」
- 2015年06月28日 - OTOSATA Rock Festival 2015
- 2015年08月01日 - ROCK IN JAPAN FESTIVAL 2015
- 2015年08月15日 - RISING SUN ROCK FESTIVAL 2015 in EZO
- 2015年08月21日 - RockDaze! 2015 Sun Summer Special THE BACK HORN×plenty×tricot
- 2015年08月22日 - WILD BUNCH FEST. 2015
- 2015年10月03日 - スペースシャワー列伝15周年記念公演 特別編"大大大宴会"～西の宴～
- 2015年11月09日 - RADWIMPS 10th ANNIVERSARY LIVE TOUR RADWIMPSの胎盤
- 2015年12月31日 - COUNTDOWN JAPAN 15/16
- 2016年03月24日 - MAN WITH A MISSION「The World's On Fire TOUR 2016」
- 2016年04月16日 - GLIM SPANKY「"ワイルド・サイドを行け"ツアー」
- 2016年06月21日・28日 - ヒトリエ CまでNight♡ワンツースリー
- 2016年08月07日 - ROCK IN JAPAN FESTIVAL 2016
- 2016年08月21日 - SUMMER SONIC 2016

### インタビュー
- ELL on the Web(2009年)
- SPACE SHOWER TV(2011年)
- EMTG MUSIC(2012年)
- ぴあ(2014年)
- WHAT's IN? WEB(2014年)